# Fingerfärg

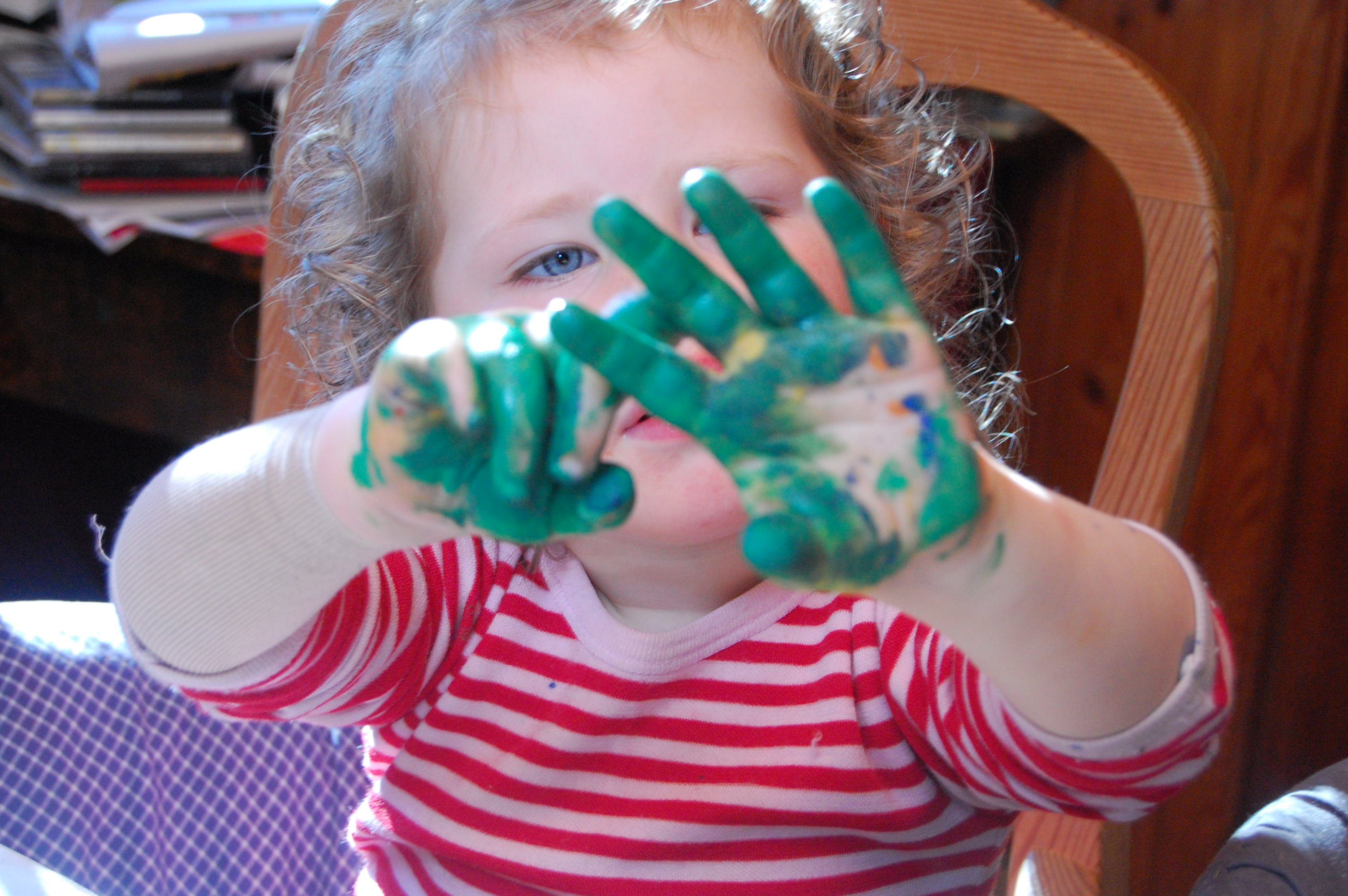
En liten flicka med fingerfärg på fingrarna.

Fingerfärg är en klibbig målarfärg som är särskilt anpassad för att användas när man målar enbart med hjälp av händerna eller fingrarna. Fingerfärg är särskilt vanligt bland yngre barn. De färdiga verken kallas fingermålningar. Fingerfärg finns att köpa i leksaksaffärer och hobbybutiker och brukar rekommenderas från två eller tre år. Man kan även göra en egen  ätbar fingerfärg av majsmjöl, vatten och hushållsfärg (karamellfärg).